# 93

93(구십삼)은 92보다 크고 94보다 작은 자연수다.

## 수학
- 합성수로, 그 약수는 1, 3, 31, 93이다. 진약수의 합은 35이므로, 93은 부족수다.
  - 32번째 반소수다. 앞의 반소수는 91, 다음 반소수는 94다.
- 8번째 케이크 수다. 앞의 케이크 수는 64, 다음은 130이다.
- {\displaystyle 93=2^{2}+5^{2}+8^{2}}
  - 공차가 3인 세 자연수의 제곱합으로 나타낼 수 있는 수다. 이 성질을 지닌 앞의 수는 66, 다음 수는 126이다.

## 과학
- 넵투늄(Np)의 원자번호.
- NGC 93: 안드로메다자리 방향에 있는 나선은하.

## 교통

### 항공
- 유나이티드 항공 93편 테러 사건 (2001년)

### 도로
- 고속도로
  - 주간고속도로 제93호선: 매사추세츠주 캔튼에서 버몬트주 세인트존스버리까지 이어지는 미국의 주간고속도로.
  - 유럽 고속도로 93호선 (폐지): 과거 존재했던 유럽 고속도로. 현재는 유럽 고속도로 95호선으로 대체되었다.
  - 아우토반 93호선: 독일의 고속도로.

- 국도 제93호선
  - 미국 93번 국도: 애리조나주 위켄버그(영어판)에서 몬태나주 유레카(영어판)까지 이어지는 미국의 국도.

## 나이 (만 93세)
- 영국의 파우자 싱이라는 백발노인이 이 나이에 42.195km의 풀 코스 마라톤에 도전하다.

## 문화유산
- 대한민국의 국보 제93호: 백자 철화포도원숭이문 항아리
- 대한민국의 보물 제93호: 파주 용미리 마애이불입상
- 대한민국의 사적 제93호: 양산 북정리 고분군

## 방송
- 지니 TV와 B tv의 채널이엠 채널 번호.
- 스카이라이프의 채널S 채널 번호.
- U+ TV의 스토리TV 채널 번호.
- LG헬로비전의 MBC 온 채널 번호.
- B tv 케이블의 채널J 채널 번호.

## 기타
- 날짜: 9월 3일
- 연도: 93년, 기원전 93년

## 같이 보기
- 런던
- 로스앤젤레스